# عسل‌یاب رنگ‌پریده
عسل‌یاب رنگ‌پریده (نام علمی: Indicator meliphilus) گونه‌ای از پرندگان تیرهٔ عسل‌یابان (Indicatoridae) است. این گونه به عنوان عسل‌یاب کهتر شرقی نیز شناخته می‌شود. در آنگولا، جمهوری دموکراتیک کنگو، کنیا، مالاوی، موزامبیک، تانزانیا، اوگاندا، زامبیا و زیمبابوه یافت می‌شود.